# Isonychus ursus
Isonychus ursus är en skalbaggsart som beskrevs av Moser 1918. Isonychus ursus ingår i släktet Isonychus och familjen Melolonthidae. Inga underarter finns listade i Catalogue of Life.